# اووه مسرشمیت
اووه مسرشمیت (انگلیسی: Uwe Messerschmidt؛ زادهٔ ۲۲ ژانویهٔ ۱۹۶۲) دوچرخه‌سوار اهل آلمان است.
وی در مسابقات کشوری و بین‌المللی در مجموع برندهٔ ۱ مدال نقره شده‌است.